# 云桂虎刺
云桂虎刺（学名：Damnacanthus henryi）为茜草科虎刺属下的一个种。